# Aporum compressistylum
Aporum compressistylum é uma espécie de orquídea epífita de hábito pendente e flores pequenas, que habita Sumatra.